# 平壤共同宣言
《九月平壤共同宣言》通称《平壤共同宣言》，由朝鲜民主主义人民共和国（朝鲜）国务委员会委员长金正恩与大韩民国（韩国）总统文在寅于2018年9月19日举行首脑会谈后共同签署。

## 主要内容
1. 朝韩双方停止包括非武装地带在内对峙地域的军事敌对关系，消除朝鲜半岛全境的战争威胁，从根本上解除敌对关系。
2. 朝韩双方基于互惠互利、共赢的原则，扩大交流与合作。为均衡发展民族经济，决定共同探索及研究相关措施，包括举行东、西海岸线铁路及道路连接工程奠基仪式，以及恢复运营开城工业园区和金刚山旅游项目等。
3. 为根本解决离散家属问题，朝韩双方决定强化人道主义合作。
4. 为将和解氛围推向高潮，向半岛内外展示民族气概，朝韩双方决定在文体等领域积极推进合作与交流，包括共同纪念三一运动100周年及共同申办2032年夏季奥运会等。
5. 朝韩双方决定让朝鲜半岛成为没有核武器及核威胁的和平土地，为此朝鲜决定永久废弃东仓里引擎试验场和导弹发射台，并考虑永久废弃宁边核设施。
6. 应文在寅的邀请，金正恩最快将于2018年内访问首尔。[2]

### 《旨在履行历史性的板门店宣言的军事领域协议书》
该协议由宋永武和努光铁共同签署，作为《平壤共同宣言》的附件。《协议》主要内容如下：
1. 从2018年11月1日起，军事分界线附近暂停军事演习。朝韩双方决定停止包括地面、海上和空中在内的所有地区的各种军事敌对行为。在军事分界线附近设置禁飞区。
2. 朝韩双方将运行全天候通信系统，以防止陆、海、空等所有地区发生意外冲突，并及时通报异常情况。
3. 双方决定将板门店共同警备区非军事化，撤出前敌观察哨，并进行联合调查。
4. 朝韩双方确保西海海域的和平，确保朝韩渔民捕鱼活动的安全，并建立联合巡逻机制。[3]

## 协议中止
2023年11月21日，朝鲜使用千里马1号运载火箭发射万里镜1号军事侦察卫星。22日，韩国政府宣布停止履行《九一九军事协议》部分条款，重启军事分界线附近的军事侦察活动。23日，朝鲜宣布不再受《九一九军事协议》约束，立即重启军事分界线附近的军事措施。
2024年6月3日，韓國政府宣佈考慮中止《九一九軍事協議》效力，直至雙方恢復互信。翌日舉行國務會議，確定中止該協議效力。5日中華人民共和國外交部發言人毛寧在記者會中籲雙方克制，共同維護朝鮮半島情勢穩定。